# Christian Giudicelli
Cristiano Giudicelli (Nimes, 27 de junio de 1942 - París, 14 de mayo de 2022) fue un novelista y crítico literario francés. Su séptima novela, La estación del balneario, fue galardonada en 1986 con el premio Renaudot. Guidicelli fue también uno de los ocho miembros del jurado del premio Contrepoint.

## Biografía
Giudicelli fue miembro del jurado del premio Renaudot desde 1993. Colaboró en revistas literarias como La Nouvelle Revue française, Combat, Cahiers des saisons, La Quinzaine littéraire, Figaro Magazine, Écrivain magazine, así como en programas de France Culture. Su escritura es sobre pedofilia; la mayor parte del material para sus novelas y cuentos lo extrae de su experiencia autobiográfica: viajes, amistades, sucesos. Ha vivido en París desde principios de los años 60. 
Amigo íntimo del depredador sexual de niños Gabriel Matzneff, al que ha mencionado en los libros como Les Spectres Joyeux y Gabriel infiniment aimable.

### Teatro
- La Reine de la nuit, l'Avant-Scène, 1977
- Le Chant du bouc, l'Avant-Scène, 1981
- Première Jeunesse, Actes Sud-Papier, 1987
- Les Lunatiques, 1993
- Bon Baisers du Lavandou, Becasouille, 2000
- Secret Défense de Jean-Paul Farré et Christian Giudicelli, directed by Anne-Marie Gros and Jean-Marie Lecoq, 2006